# Дюринг, Евгений
Карл Евге́ний (О́йген) Дю́ринг (нем. Karl Eugen Dühring, 12 января 1833, Берлин — 21 сентября 1921, Новавес, близ Потсдама) — немецкий философ, профессор механики, занимался вопросами политэкономии и права. Идеи Дюринга получили значительное распространение в среде немецкой социал-демократии. Это побудило Фридриха Энгельса подвергнуть воззрения Дюринга критическому анализу, показавшему их эклектический характер и научную несостоятельность с точки зрения марксизма (см. «Анти-Дюринг»).

## Биография
Сын прусского чиновника. Изучал право, но из-за болезни глаз и последовавшей за ней слепоты не смог работать юристом. Приват-доцент Берлинского университета (1863—1877), уволен из-за критики университетских порядков.

## Философия
Дюринг предпринял попытку построить собственную систему «философии действительности», которая, по его словам, утверждает новый способ мышления. Однако его построения оказались смешением элементов метафизического материализма, позитивизма и кантианства. Он считал философию априорным учением о конечных истинах. Мир, по Дюрингу, не имеет конца, но имел начало во времени, чему предшествовало состояние абсолютного покоя. Переход от покоя к движению Дюринг объясняет при помощи понятия некоей «механической силы», якобы присущей материи. Таким образом, Дюринг стремился избежать идеи первотолчка и одновременно уклониться от материалистической трактовки движения как атрибута материи; время у Дюринга оторвано от пространства и от материи.
Дюринг стал одним из основателей «теории насилия» в отношении происхождения государства.

## Социологическая концепция
Социологическая концепция Дюринга основана на идеалистическом воззрении, согласно которому причиной социального неравенства, эксплуатации и нищеты является насилие. Социалистическое преобразование общества, по Дюрингу, должно исключать революционный переворот и идти в духе мелкобуржуазного социализма Прудона, путём кооперирования мелких производителей. Дюринг был сторонником учения американского экономиста Генри Чарльза Кэри. Он выступал против политической экономии марксизма, материалистической диалектики и научного социализма.

## Критика
Фридрих Энгельс в книге «Анти-Дюринг», специально посвящённой концепциям Дюринга, писал:

…Он не может изготовить свою философию действительности, не навязав предварительно своего отвращения к табаку, кошкам и к евреям — в качестве всеобщего закона — всему остальному человечеству, включая евреев. Его «действительно критическая точка зрения» по отношению к другим людям состоит в том, чтобы упорно приписывать им вещи, которых они никогда не говорили и которые представляют собой собственный фабрикат г-на Дюринга.

Энгельс обвинял Дюринга также в «утрированном до карикатуры юдофобстве».
Фридрих Ницше писал о Дюринге:

В самых священных местах науки можно было услышать хриплый, возмущённый лай патологически нездоровых собак, лживость и ярость «благородных» фарисеев. Я ещё раз напоминаю моим читателям, имеющим уши, о том берлинском апостоле мести Евгении Дюринге, который в сегодняшней Германии использует неприличнейшую и отвратительнейшую шумиху о морали. Дюринг — первейший горлопан из тех, кто сегодня есть среди равных ему антисемитов.

## Сочинения

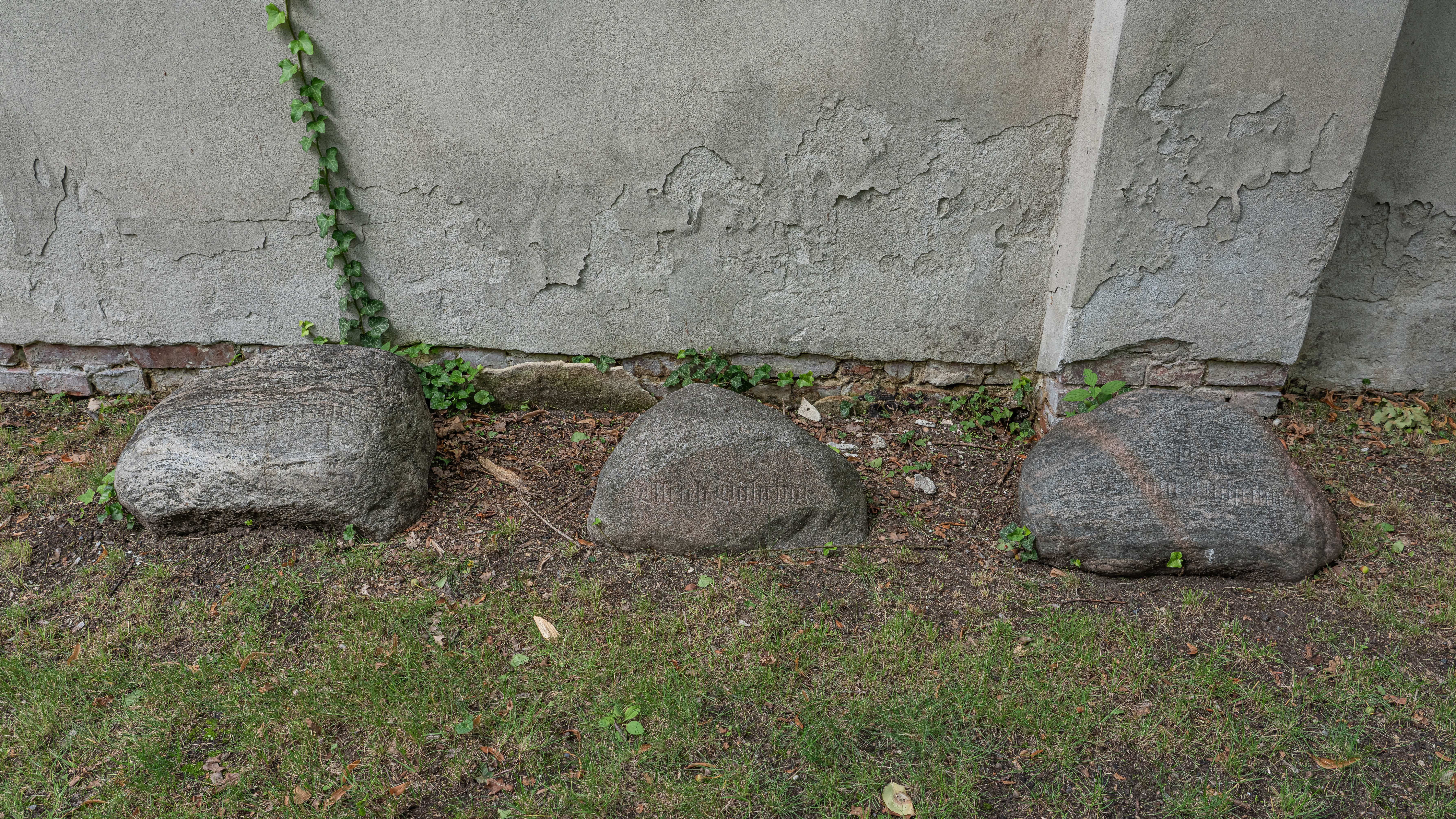
Надгробие Дюринга в Потсдаме

- Der Wert des Lebens, 1865 Digisat — «Ценность жизни» в переводе Ю. М. Антоновского // «Русское Богатство» № 4—12. 1892
  - Ценность жизни. — СПб., 1894. М., 2000.
- Natürliche Dialektik, В., 1865.
- Kursus der Philosophie, Lpz., 1875
- Logik und Wissenschaftstheorie, 2 Aufl., Lpz., 1905
- Kritische Geschichte der allgemeinen Principien der Mechanik, 2 Aufl., Lpz., 1877
  - Критическая история общих принципов механики. СПб., 1893.
- Курс национальной и социальной экономии со включением наставления к изучению и критике теории народного хозяйства и социализма = Kursus der National- und Sozialökonomie. — СПб., 1893.
- Великие люди в литературе. Критика современной литературы с новой точки зрения = Die Größen der modernen Literatur populär und kritisch nach neuen Gesichtspunkten dargestellt. — СПб., 1897.
- Еврейский вопрос, как вопрос о расовом характере и о его вредоносном влиянии на существование народов, на нравы и культуру. / Перевод 5-го издания. — М., 1906.
- Социальное спасение — в действительном праве, — СПб., 1909

### Запрет на распространение в РФ
На основании решения Мещанского районного суда г. Москвы от 03.12.2008 книга «Еврейский вопрос как вопрос о расовом характере и его вредоносном влиянии на существование народов, на нравы и культуру» внесена в Федеральный список экстремистских материалов под номерами 979 и 3329.